# Позиція Льюїса — Могриджа
Позиція Льюїса — Могриджа, названа на честь Девіда Льюїса (англ. David Lewis) і Мартіна Дж. Х. Могриджа (англ. Martin J. H. Mogridge), була сформульована в 1990 році і полягає в тому, що більше доріг будується, то більша кількість транспорту заповнює ці дороги. Приріст швидкості на деяких нових дорогах може зникнути протягом місяців, якщо не тижнів. Іноді нові дороги допомагають зменшити затори, але в більшості випадків затори лише переміщуються на інші перехрестя.
Згідно з цією позицією, транспортний потік розширюється, щоб заповнити наявний дорожній простір. У транспортній літературі його зазвичай називають індукованим (стимульованим) попитом, а Ентоні Даунс сформулював його як «залізний закон заторів» (Iron Law of Congestion). Це окремий випадок парадоксу Джевонса (в якому ресурсом, про який йдеться, є пропускна спроможність доріг) і пов'язаний з константою Маркетті (середній час поїздки на роботу є однаковим в умовах, що сильно відрізняються).
Виходячи з цієї позиції, не робиться загальний висновок, що нові дороги ніколи не є виправданими, але їх розбудова повинна враховувати всю транспортну систему, що означає детальне розуміння руху товарів і людей, а також мотивацію, що стоїть за цим рухом.
Цей взаємозв'язок можна передбачити на основі теорії міського порогу, розробленої в 1967 році Болеславом Малішем. Професори Войцех Сухоржевський і Пьотр Ольшевський також були одними з перших вчених, які припустили існування закону Льюїса — Могриджа. У 1983 році вони написали в публікації «Автомобіль у центральній частині міста»: «Подорож автомобілем є настільки привабливою і зручнішою, що — незалежно від ефективності громадського транспорту і співвідношення витрат — автомобіль використовується в тій мірі, яка визначається пропускною спроможністю планування і місткістю автостоянок».
Ця позиція часто використовується для розуміння проблем, спричинених приватним автотранспортом, як-от перевантаженість доріг у містах та на автомагістралях. Вона також може бути використана для пояснення успіху таких схем, як плата за затори в Лондоні.
Однак ця позиція не обмежується приватним автотранспортом. Могридж, британський дослідник транспорту, також дійшов висновку, що всі інвестиції в дороги в перенаселеному міському районі матимуть наслідком зниження середньої швидкості транспортної системи в цілому: автомобільного та громадського транспорту. Цей взаємозв'язок і загальна рівновага також відомі як «парадокс Доунса — Томсона». Однак, за словами Доунса, зв'язок між середньою швидкістю громадського та приватного транспорту стосується лише «регіонів, в яких переважна більшість поїздок у години пік здійснюється швидкісними транспортними системами з окремими смугами руху.
Прикладом може слугувати центральна частина Лондона, оскільки в 2001 році близько 85 % усіх пасажирів, які приїжджали в цей район у ранкові години пік, користувалися громадським транспортом (зокрема 77 % — автобусними смугами руху) і лише 11 % — приватними автомобілями. Коли досягається рівновага між системою метрополітену та основними дорогами в години пік, час у дорозі, необхідний для будь-якої поїздки, є приблизно однаковим для обох видів транспорту».
У 2014 році Войцех Шимальський з організації Zielone Mazowsze провів серію досліджень, щоб перевірити роботу теореми Льюїса — Могриджа в умовах Варшави. На всіх досліджуваних вулицях кількість автомобілів, що рухалися ними, значно збільшилася після розширення. На чотирьох з досліджуваних вулиць свобода пересування залишилася незмінною (на рівні E за шкалою від A до F) або погіршилася після реконструкції, і лише на одній вулиці спостерігалося незначне покращення (з рівня E до D).